# Parc national de Grande-Pologne
Le parc national de Grande-Pologne (Wielkopolski Park Narodowy en polonais), est un parc national polonais, couvrant environ 7 584 hectares. Il est situé dans la voïvodie de Grande-Pologne et dans le powiat de Poznań, à proximité (15 kilomètres au sud) de la grande ville de Poznań. Le parc comprend également une partie de la région des lacs de Poznań (Pojezierze Poznańskie) et des gorges de la Warta (Poznański Przełom Warty).

Le siège du parc se trouve dans le village de Jeziory.

## Histoire
Créé en 1957 avec une superficie de 52,44 km2, le parc couvre actuellement 75,84 km2 dont plus de la moitié sont boisés
. Les lacs couvrent 4,62 km2. Le parc contient 18 zones strictement protégées.
L'idée de créer une chasse gardée dans cette forêt vient du professeur Wodziczko en 1922. Après 10 ans d'efforts, en 1932, deux réserves sont créées : la première près de Puszczykowo (d'une superficie de 2,39 km2) et la seconde autour du lac de Kociołek (d'une superficie de 1,89 km2). En 1933, sur la colline d'Osowa, une ouverture symbolique du parc a lieu, mais celui-ci n'est officiellement ouvert qu'en 1957.

## Tourisme
Cinq chemins de randonnée traversent le parc.

## Galerie d'images

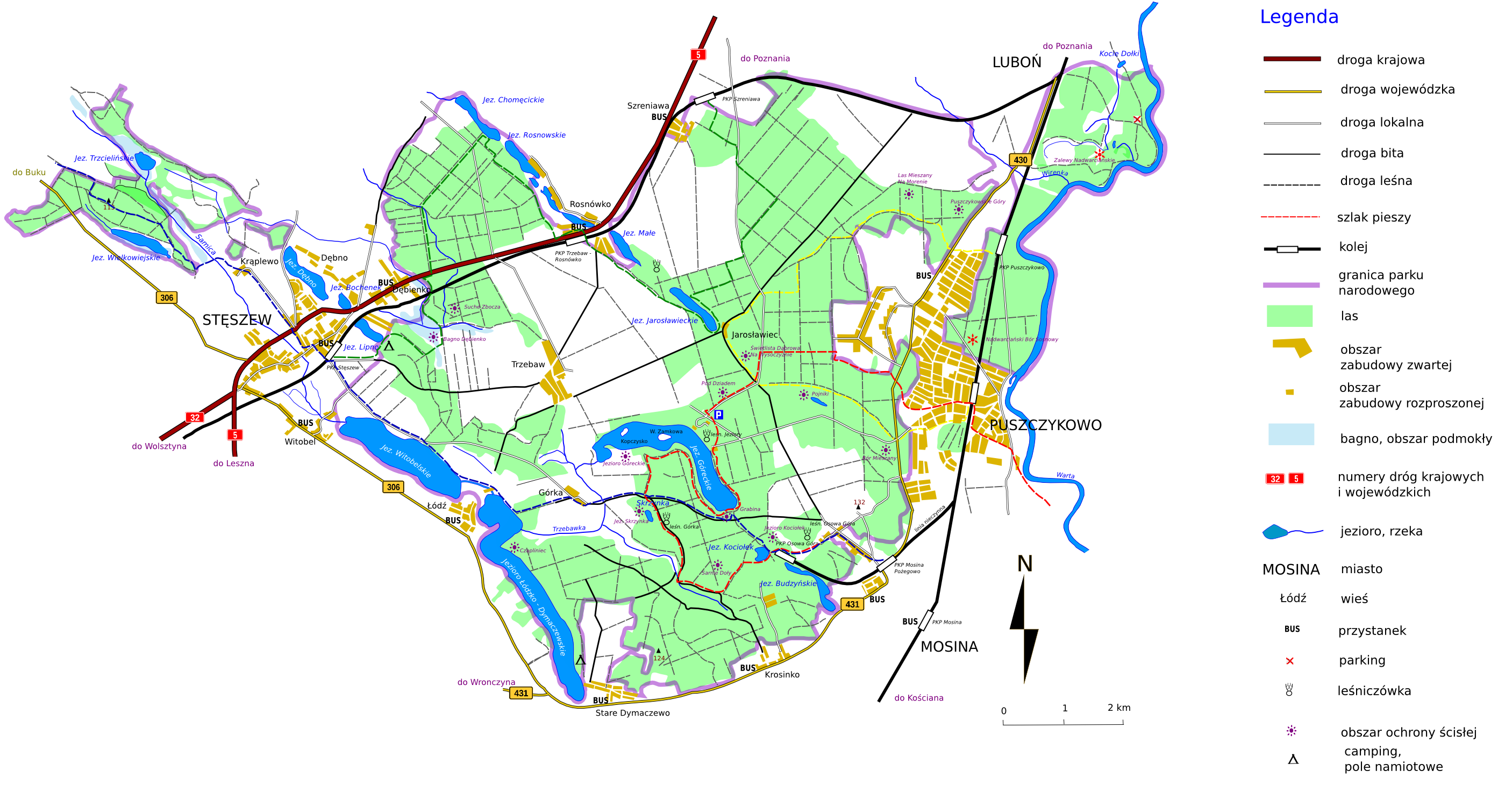
Carte du parc.
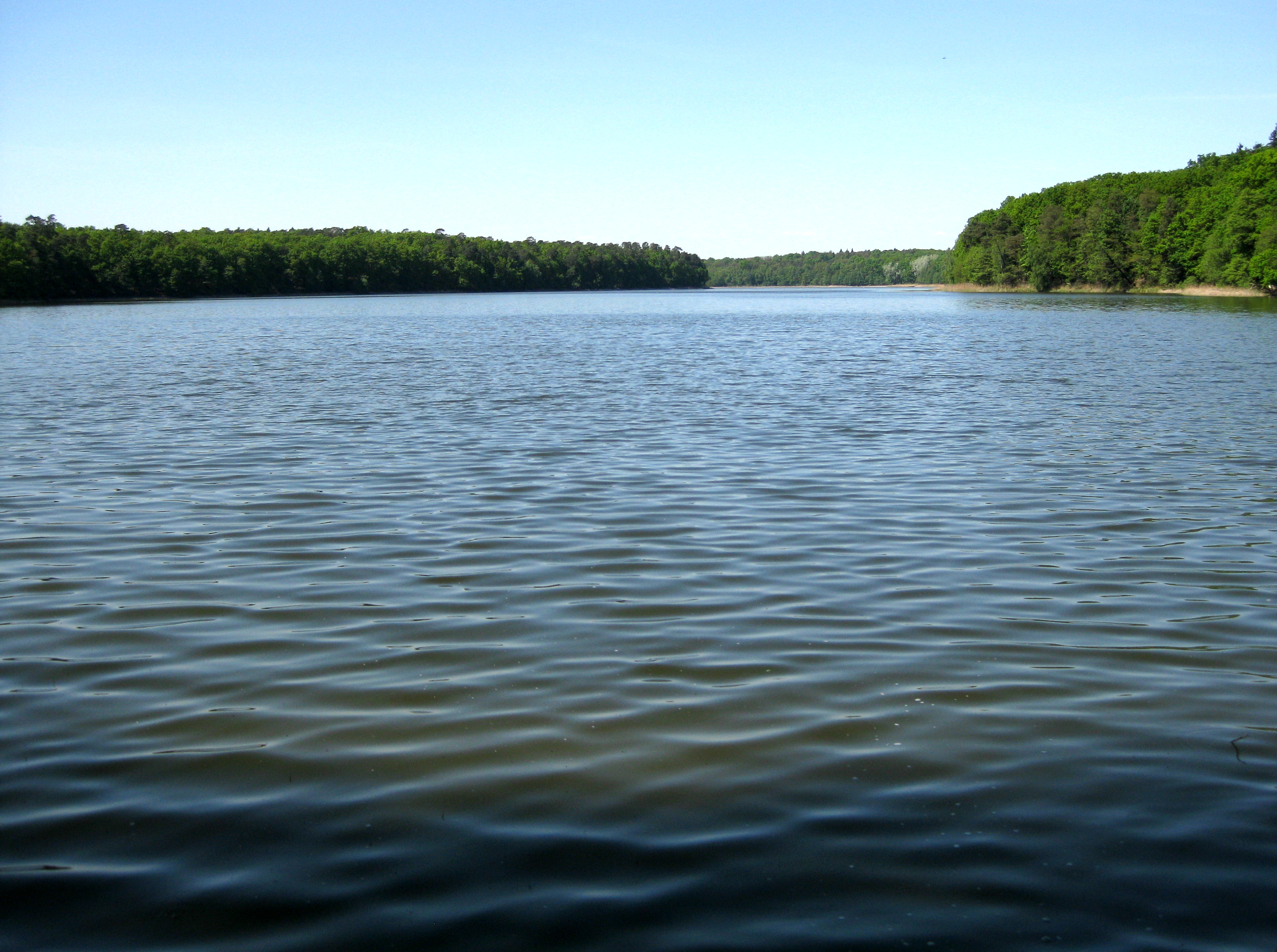
Le lac de Górecko.
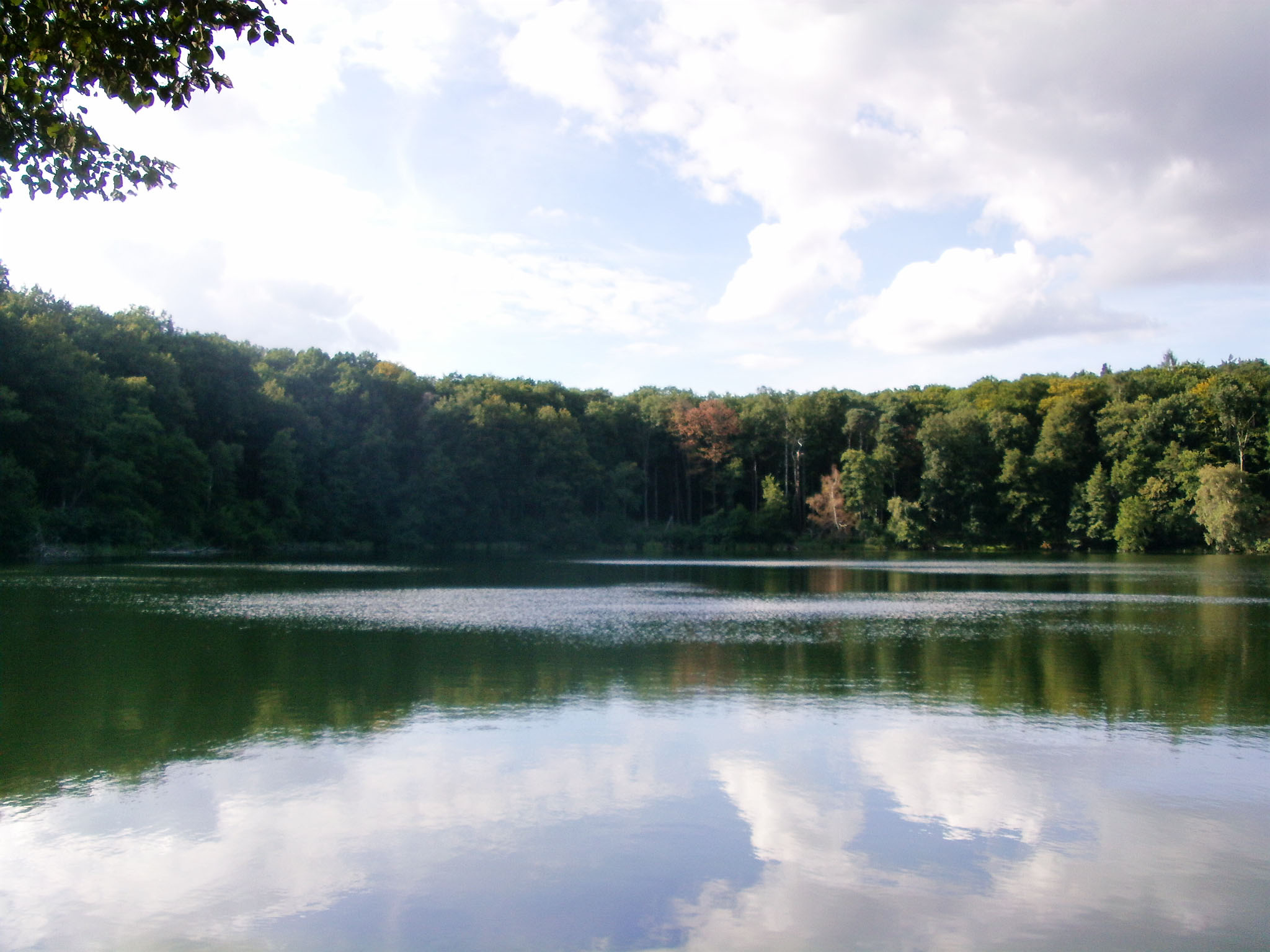
Le lac de Kociołek.
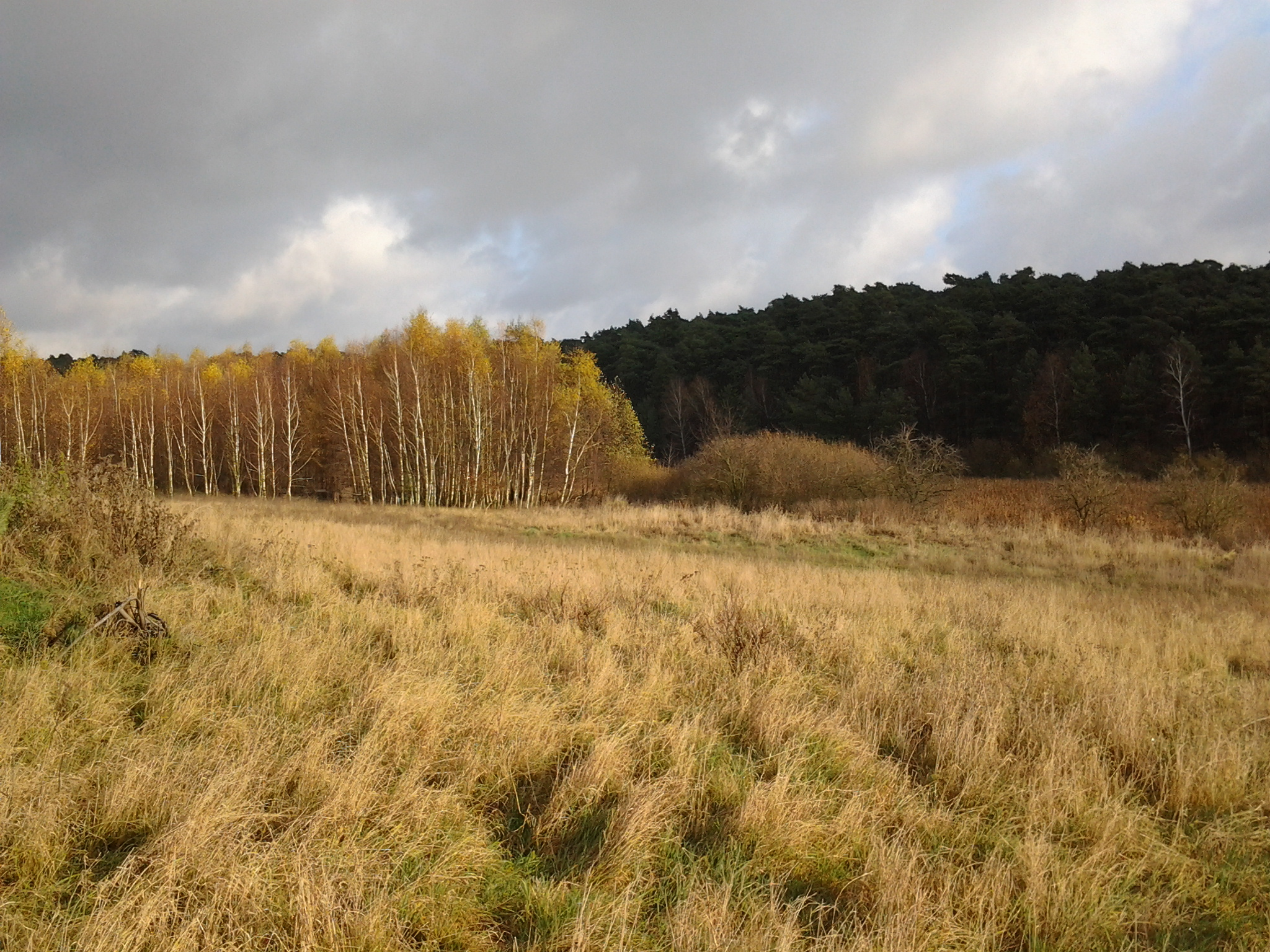
Paysage du parc.
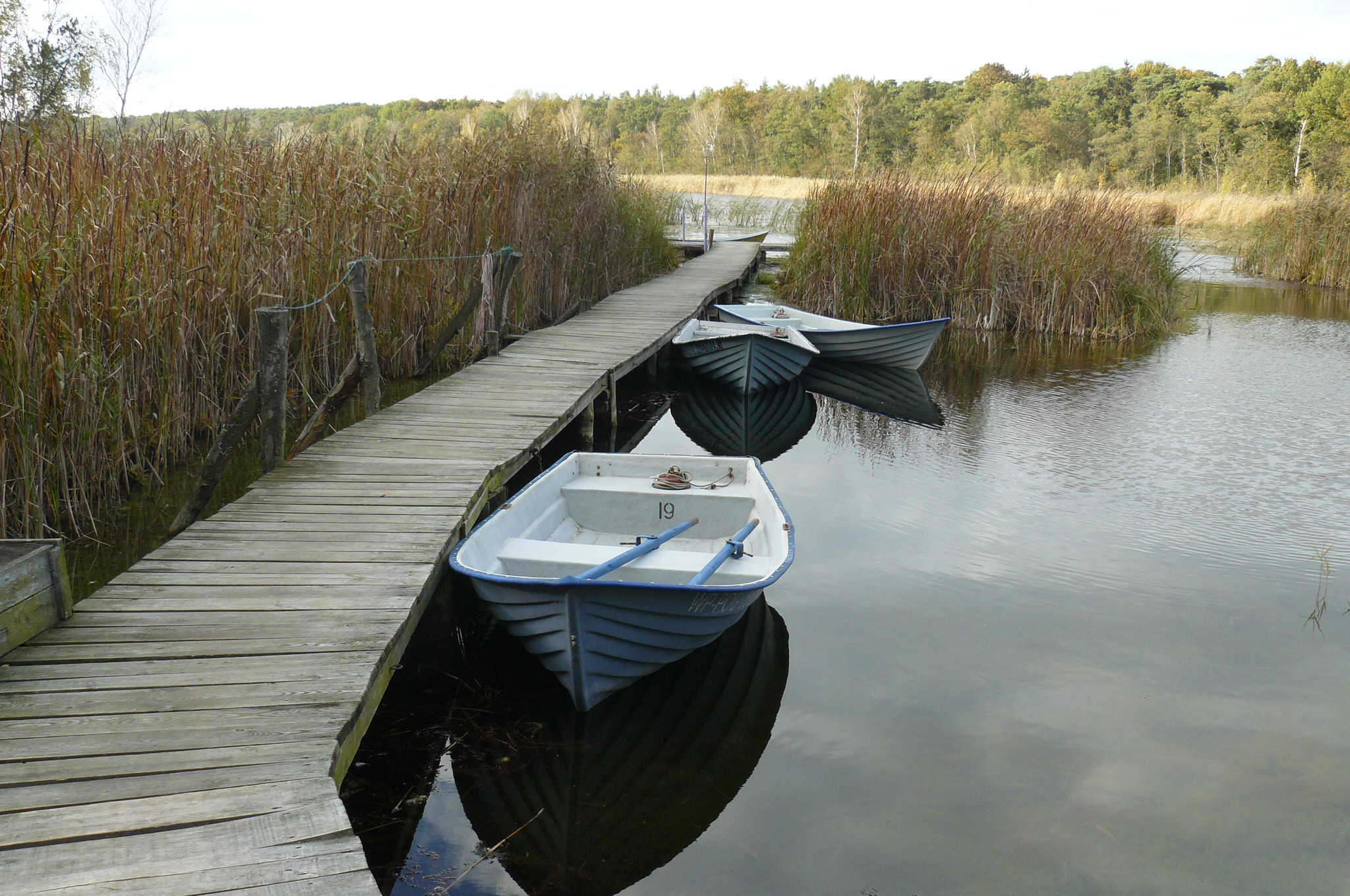
Le lac de Wielkowiejsko.
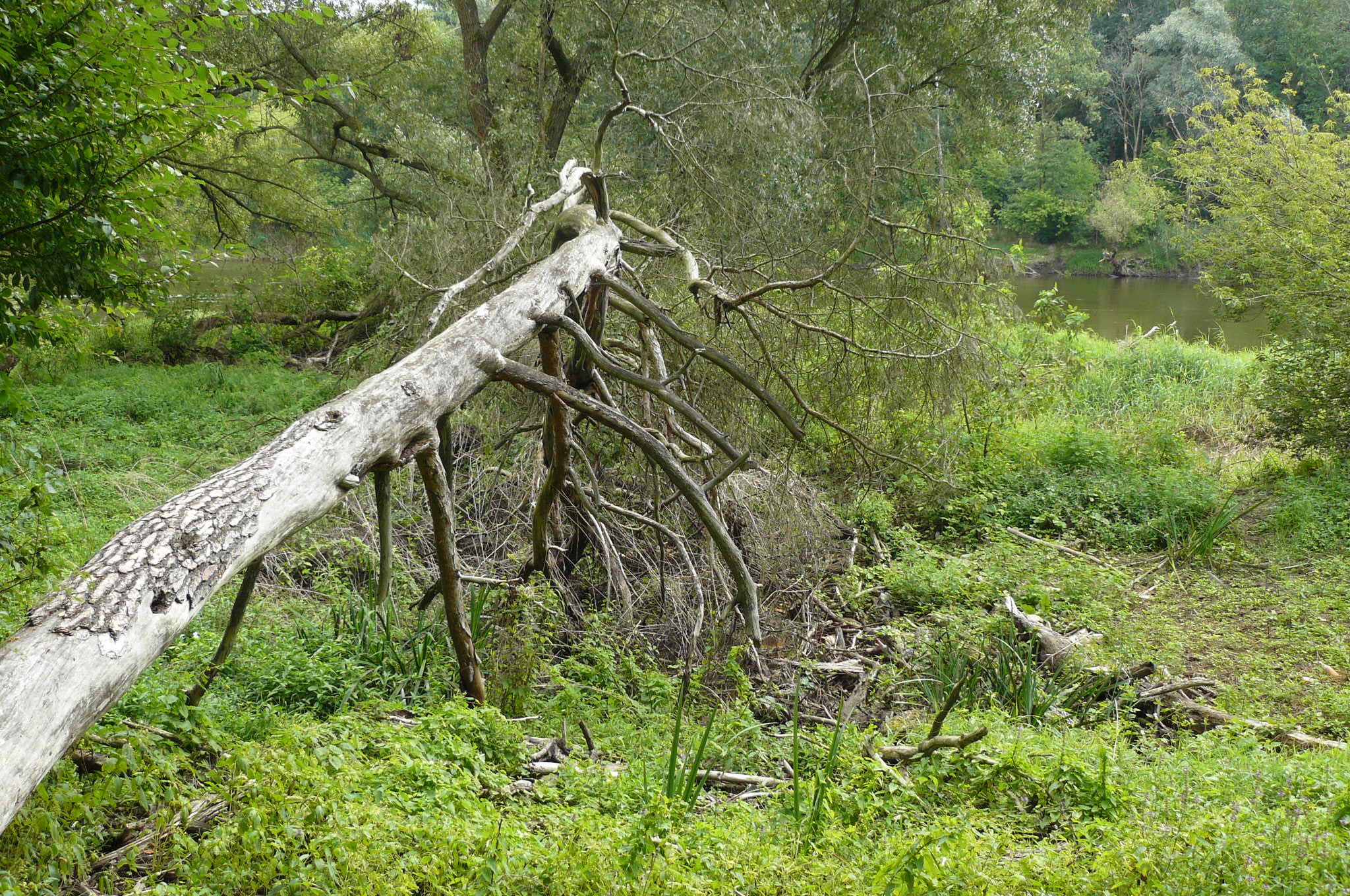
La vallée de la Warta près de Puszczykowo.